# 剛田武
剛田武（日语：／ Gōda Takeshi），通稱胖虎，是漫畫作品《哆啦A夢》中的主角之一。
剛田武為本名，其綽號為日本對巨人（ジャイアン，英語：Giant）的片假名读法，舊譯技安、武胖虎、武技安，又稱剛田技安（臺灣）、剛田武志（台湾），中文版本亦曾出現本名和綽號合起來的錯誤譯名剛田胖虎，英/美國版本稱為Big G，中文昔日廣泛採用的譯名「技安」即出自这个绰号的音譯（当时港台地区常用该翻译，而中国大陆的一些盗版漫画和动画也使用过该翻译）。

## 人物
設定於6月15日出生。在作品中是所有孩子們裡最胖最高的。肚臍是凸的，胖虎對此有些在意。在日文版中哆啦A夢和男孩子们一般都用绰号而非本名称呼他，而靜香和母親等长辈们則以本名“武”（たけし）稱之而不用綽號（唯老師和出木杉有時候也會稱呼其本名，但也不是每一次這樣），不過中文版卻完全忽略此特點。
眼睛在漫畫中多半被作者畫成一眼大一眼小的大小眼（不過比較大的是左眼還是右眼並不一定），但動畫版長期忽略這一點，直到2005年日本方面在聲優替換的同時採用更接近原著的人物造型後，眼睛的差異才得到統一。
自家經營雜貨店，因此經常被母親要求看店或外出送貨，而胖虎有時也沒有看店而被打。雖和富有的小夫形成明顯對比，但並未影響兩人友情。
經常與小夫被大雄用哆啦A夢的道具捉弄，而
這是因為他們老是霸凌大雄，因此受到大雄報復。其後又會聯手搶道具，最終自食惡果。

### 優點
- 疼愛自己親妹妹和家人（包括其母），不放過欺負他們的人。
- 有責任感，會為了照顧生病的母親而推辭喜歡的活動（水田版〈熱血！大雄的運動會〉）。
- 偶爾會展現勇氣的一面（與小夫形成對比）；而在欺負人的同時也以社區孩子們的老大自居，會在大家遇上壞人或緊急情形時挺身而出。在電影版中也常常自告奮勇前去抗敵。
- 雖然經常欺負大雄，但有時看見大雄的勇氣和堅持亦會欣賞他而停止，甚至會轉為從旁協助[10]。在電影版《天方夜譚》中更一路背著中暑的大雄橫越沙漠。
- 力氣超大，可以單手舉起129公斤的哆啦A夢
- 可以一個人單挑30個同樣年紀的小孩，而且還戰勝
- 赤手空拳打贏150公分高的猴子。
- 單手打舉起30公斤重的猴子

### 缺點
- 經常欺負別人，作威作福，仗著自己長得高大與力量的威勢欺壓同齡以及比他年紀小的孩子，恃強凌弱。大雄更因本性膽小，成了他最常欺負的對象之一。雖然經常揍大雄，但也會揍跟他最要好的小夫。
  - 很多時候大雄使用了多啦A夢的法寶後仍然會繼續欺負大雄，但有時某些法寶的確對其起到震攝的作用[11]
- 做錯事甚少認錯，認錯通常都是受多啦A夢的法寶影響和媽媽的責罵。
  - 不過即使有時欺凌完大雄而大雄用了多啦A夢的法寶懲罰/作弄胖虎，其亦不會認錯，有時最後更會變本加厲地報復[12]
- 時常「借」了別人的東西卻不歸還（被「借」得最多的是小夫的漫畫和模型玩具），然後到最後那些東西也「自動變成」他自己的。如果有人聲明歸還（即使態度已極度「懇求」、「卑微」、「低聲下氣」），仍會被他「自動視為」觸犯底線（講得一副我霸占你東西的樣子）而挨打，甚至還會講出令人咋舌的歪理[13]；日本的哆啦迷與ACG愛好者還將胖虎的名言「你的東西就是我的東西，我的東西還是我的東西」[14][15]稱為「剛田哲學法/剛田主義（ジャイアニズム/Gianism）」，台灣則有「技安/胖虎名言」等不成文稱呼。
- 會對自己飼養的狗「酷哥」(香港又名大黑丶阿椋)提出無理要求，例如倒立、扮貓叫、用肚皮褒水等，甚至因牠不能完成這些要求而遺棄牠。
- 時常看到別人很厲害的事件產生效法之心，隔天就隨自己高興決定執行以「為大家好，增強各位能力」（如反應速度）為目的的訓練（大家都看得出來根本是「藉機揍人的幌子」，因最後都會演變成所有人皆逃不過他拳頭而挨打），強迫別人一同參與，如表反對或委婉婉拒（通常為大雄）的意願，皆會被他「自動視為」抗命（不聽我的就挨打）而被迫接受。
- 總是跟小夫一同以「今天人手不夠，特別讓你加入」為理由「強迫」大雄加入棒球隊打球賽，如果拒絕或就算已說明有重大事務（如必須要寫功課或幫父母買東西）在身也會被視為「不接受兩人好意」而強行拉他入隊或狠狠揍一頓。
- 有時候與小夫欺騙大雄一些謊言，並要求大雄對他們的謊言作出愚蠢的行動（例如叫他去視察）。有一次他們的謊言更累到大雄患病。最終靜香們得知他們的謊言使大雄患病後，向老師打小報告，而胖虎和小夫亦因此被老師責罵。
- 有時會向別人分享自己學到的知識（如：磁鐵相吸相斥、披薩很好吃），當有人說明事實時，反應幾乎總是以「這是刻意讓我丟臉的奇恥大辱」為由要揍那個人[16]，甚至時常把別人的話「自行曲解」成針對自己（或其親屬）不利（某次大雄媽媽朋友鞋子不見，哆啦A夢和大雄用道具以另一隻鞋子為餌不小心釣到他，放他下來時儘管大雄說明兇手是「狗」，但他仍「認為」那是誣賴（暗指）酷哥，但結果兇手真是牠）[17]。
- 不聰明，學業成績屬於班級中後段。在主要角色中成績僅優於大雄。當大雄高分過自己的時候會揍他。
- 唱歌能力極差(難聽)，可以說是五音不全，卻喜歡唱歌，還嚮往當歌手。常常在空地開演唱會，並要求眾人來聽。其聲音恐怖到可以把玻璃震破、機器毀壞，甚至聽完後三天吃不下飯。有一次因為老師不小心聽到他的歌聲暈倒，導致第二天的考試取消。在大長篇中有時還被用以擊退敵人。(詳見下面介紹)
- 料理能力也很差，卻也喜歡料理。曾做出一道恐怖料理名叫「胖虎湯」。[18]

### 其他
- 唱歌五音不全程度可以用噪音來形容，曾經在劇場版中利用其聲線直接殺死444隻蟑螂。因此有次大雄利用其喜歡唱歌的特性創建公司，來幫助其他人家消滅或驅走老鼠及害蟲[19]。
- 為人極易動怒，如果非常生氣必須要找人洩憤，但如果無法洩憤的話怒氣會不斷積聚，爆發時威力等同火山爆發[20]。

### 興趣
歌唱
雖然最愛唱歌，志願是成為歌手，但歌聲卻是出了名的難聽，有如殺豬般，被評價為與核彈並列、「公害的一種」、「歌聲一旦進到房子裡，就再也不能住人了」。尤其哆啦A夢有次利用如果電話亭變出沒有聲音的世界，但當胖虎在紙上寫出歌詞後，全場人均感作嘔。不但如此，他每次都會「邀請」大雄、哆啦A夢、靜香、小夫等朋友們出席他的演唱會，如果大家不拍手叫好又會生氣，也曾要求大雄和哆啦A夢替他辦歌友會。
最喜歡唱的曲子：《我是胖虎》（亦稱《胖虎之歌》），此首歌也是他的招牌歌。
台灣和中国大陆上海配音版的大山版動畫歌詞開頭為：「我是胖虎，我是孩子王，我天下無敵.....」；「要打架，要比賽運動，全都來吧！」等等……。
香港版〈哆啦A夢大戰吸血鬼〉出現的全版歌詞為：
- 我叫做胖虎 我係小霸王 大力又強壯
係個男子漢 歌聲最響亮 覆蓋太平洋
我一開口唱 掌聲響全場 熱心幫你手
係知心好友 做人夠義氣 乜都肯幫忙
品性又純良 個個都讚賞

而中国大陆在上映《大雄的南极冰冰凉大冒险》（国语版）时，胖虎演唱的歌曲则为《一闪一闪亮晶晶》的国语版本。
雖然有時說有新歌，但主要也是唱這首，香港版有時也會唱哆啦A夢的主題曲。他也為自己每一次的演唱會創作其他不同的歌曲（詞曲一手包辦，實為菊池俊輔（大山版）或沢田完（水田版）作曲），但他音樂創作才華的好壞仍未知。
根據統計，胖虎在一次強逼哆啦A夢為他的演唱做全國廣播時出現誤傳，有35人曾經因為在深夜節目裡聽到胖虎歌聲而氣絕身亡，包括他的班級導師亦因此昏倒而請病假。亦由於歌聲「威力」，經常被朋友基於其他目的而誘他去唱歌，例如：有一集被邀請到一家屋裡去唱歌，但其實是為屋主驅蟲，結果他的歌聲使444（谐音：死死死）隻蟑螂死亡；在《魔界大冒險》，當眾人經過迷惑海洋時，胖虎聽到眾人說他的歌聲不及人魚，結果他跳出來高歌一曲，把人魚與海怪都嚇跑了；也曾在《技安殺人事件》中出現音樂學校的教師要錄他的歌聲，被小夫錯誤推理為慢性殺人，事實上那個人只是要把他的歌聲用在學校廣告作前後對比。
目前喜歡胖虎歌聲的聽眾有以下三位：
大长篇《大雄的南海大冒險》的贝蒂。
電影版《大雄的月球探測記》中的阿兒
2011年6月播送的原創動畫《新曲發表，胖虎好讚》登場的隔壁學校練習撐竿跳女孩貴子。
棒球
另外一個興趣是棒球，並對王貞治很崇拜，所以，他創立的棒球隊亦參照讀賣巨人而稱為「（小）巨人棒球隊（台湾与大陆譯胖虎棒球隊）」（自己理所當然的做了隊長）並參加比賽，對於犯錯的隊員（特別是大雄）會常常責打或強抓去特訓。而一旦自己犯了錯，就會找別人來出氣。
武術
對柔道、空手道、劍道等武術都很有興趣和才華，而大雄通常會成為練習對象。小夫有時也會是練習對象。
看漫畫
時常強制向別人借（或搶）別人漫畫而不還（前面已述），也曾借過1年份書籍。
烹飪
對研發新料理有興趣，在短篇《胖虎的料理》中，煮了一鍋「胖虎湯」，混和了如果醬、魚乾等物，散發的氣味讓在場所有人作嘔，大雄撒上道具「味素之王」才得以下嚥。
在短篇《恐怖的胖虎披薩》中，按照自己的喜好做了一系列暗黑披薩，混合多種食材，不止賣相怪異，就連起司顏色也發紫，讓人不寒而慄，但出乎意料的受到一眾奇葩者，例如外星人的青睞。
扮家家酒
在短篇《不請自來電話》中，哆啦A夢撞見胖虎在玩扮家家酒，胖虎請哆啦A夢吃銅鑼燒要他別說出去。

## 家系

### 长辈
叔叔（伯父/姨丈）：只在《胖虎反省·大雄倒霉》中出现过一次，他可能是胖虎的爸爸的兄弟或者是胖虎的阿姨的丈夫。柔道十段的高手，能徒手制服一只公牛或者熊，而且曾对胖虎说过一段很有后：启发性的话：「柔道不是用來打架的，你心裡想的強是野獸的強，真正的強者是不會逞威風、欺負弱者的，柔道的真正目的是要磨練人的心。」，讓胖虎感到迎頭一擊而覺悟。
阿姨：是除胖虎的妈妈外胖虎害怕的人之一，养了一条狗叫波吉。只在《故事徽章》中出现过，在这集中，大雄说她长得长猴子而暴怒並要求大雄送她饭团才原谅，其后遇到胖虎並威逼其向小夫等人道歉（因为他抢走了他们的东西）

### 後代
- 兒子：剛田優史（ヤサシ），暱稱小胖虎（ジャイチビ），胖虎長子，個性類似大雄同樣懦弱溫和且不擅運動，經常遭到朋友野比雄助欺負，本名出現於《哆啦美與迷你哆啦SOS》。
- 玄孫: 剛田安東
- 疑似胖虎玄孫的人

## 未來
在《大雄的結婚前夜》裏（短篇第25卷和以同故事為原型的電影）裏可以看到青年胖虎。婚禮前一天晚上在家跟大雄、小夫和小杉痛喝一晚酒。
雖然想成為歌手，但根據併映電影《哆啦美與迷你哆啦SOS》描述，繼承了家中雜貨店並改建成大型超市，已婚並育有一子剛田優史（ジャイチビ）。

## 胖虎的形象對現實生活的影響

### 校園霸凌
剛田武經常仗着自己的力量欺負同齡以及比他年紀小的孩子（其母對其實行暴力教育也是導致其成為霸凌者的原因之一），現實世界中不時以他作為校園欺凌者的代表人物。台灣彰化縣曾以他作為欺凌者的形象舉辦反霸凌活動，並以「我們不當胖虎，不當小夫，不讓同學變成大雄」作口號。

### 肥胖
剛田武肥胖的身型也是其突出的形象，現實世界中常以他借代肥胖的小孩。

### 歌聲嚇人
剛田武喜歡唱歌，但歌聲卻十分嚇人，現實世界中常以他借代歌唱天分不足，但仍堅持表演唱歌的人。知名的例子包括沙奎尔·奥尼尔被稱為「籃壇胖虎」、周一嶽被稱為「官場技安」/「政壇技安」。